# Бакуменко Олександр Данилович
Олекса́ндр Дани́лович Баку́менко (25 листопада 1953, Київ — 27 квітня 2023) — український письменник, журналіст, літературознавець, краєзнавець.
Член Національної спілки письменників України (з 2005), Національної спілки журналістів України (з 2010), Національної спілки краєзнавців України.

## Життєпис
Уродженець Києва. Син письменника Бакуменка Данила Олександровича. Брат науковця Валерія Бакуменка.
Закінчив факультет прикладної математики Київського політехнічного інституту. Працював на інженерних і керівних посадах у галузі зв'язку, зокрема головним інженером обчислювального центру «Укрпошта». Згодом — головний редактор київського видавництва «Альтерпрес», відповідальний секретар Київської письменницької організації, відповідальний секретар Національної спілки письменників України, перший заступник, згодом голова правління Українського фонду культури імені Бориса Олійника.

## Творчість
Автор понад 30 книжок поезії і прози.
- поетичних збірок «Серпневий падолист», «Сніги ідуть весною», «Батьків камертон», «У пісні вічності душа…», «Напуття»;
- художньо-документальних романів «Захисник Чернечої гори», «Зодчий Слова», «Король Ринкової вулиці», «Родолібіє»;
- книжок публіцистичних нарисів «Про вічне у пісні і слові…», нарисів про сучасних письменників «Доброзвучна Муза», «У сузір'ї Дніпра»;
- літературознавчих повістей-есеїв «Народний пісняр», «Світло казкової істини», «Володар безцінного скарбу», «Острів зневір і сподівань», «Літопис обманутого покоління», «З племені переможців», «У майбутнього слух абсолютний», «Формула вічної поезії», «Магнітне поле життєлюба», «Літературний аташе»;
- роману «Король Ринкової вулиці» (Київ: Преса України, 2013), який Національна спілка краєзнавців України висунула на здобуття Національної премії України імені Тараса Шевченка 2016 року[1].

Переклав з російської і видав друком роман Ю. Виноградова «Солодка каторга». Упорядник посмертних книжок Д. Білоуса «Мандрівка в Країну Чеснот», «Жар-птиця», «Тобі, Україно»; Д. Бакуменка «Кардіограма мужності»; Г. Коваля «Не дають мені спать солов'ї».
У співавторстві з українськими композиторами створив понад 100 пісень, що увійшли до репертуару народних артистів України Володимира Оберенка, Олександра Василенка, Світлани Мирводи, заслужених артистів України Івана Красовського, Василя Волощука, Олеся Коляди, арт-студії «Нова пісня», ансамблю Збройних Сил України, ансамблю МНС та дитячого хору Українського радіо і телебачення.
Видано книжку пісень на вірші О. Бакуменка «У пісні вічності душа» та компакт-диск пісень на його вірші «Серпневі зорі», а також книжку мистецтвознавчих нарисів «Про вічне у пісні і слові».

## Громадська діяльність

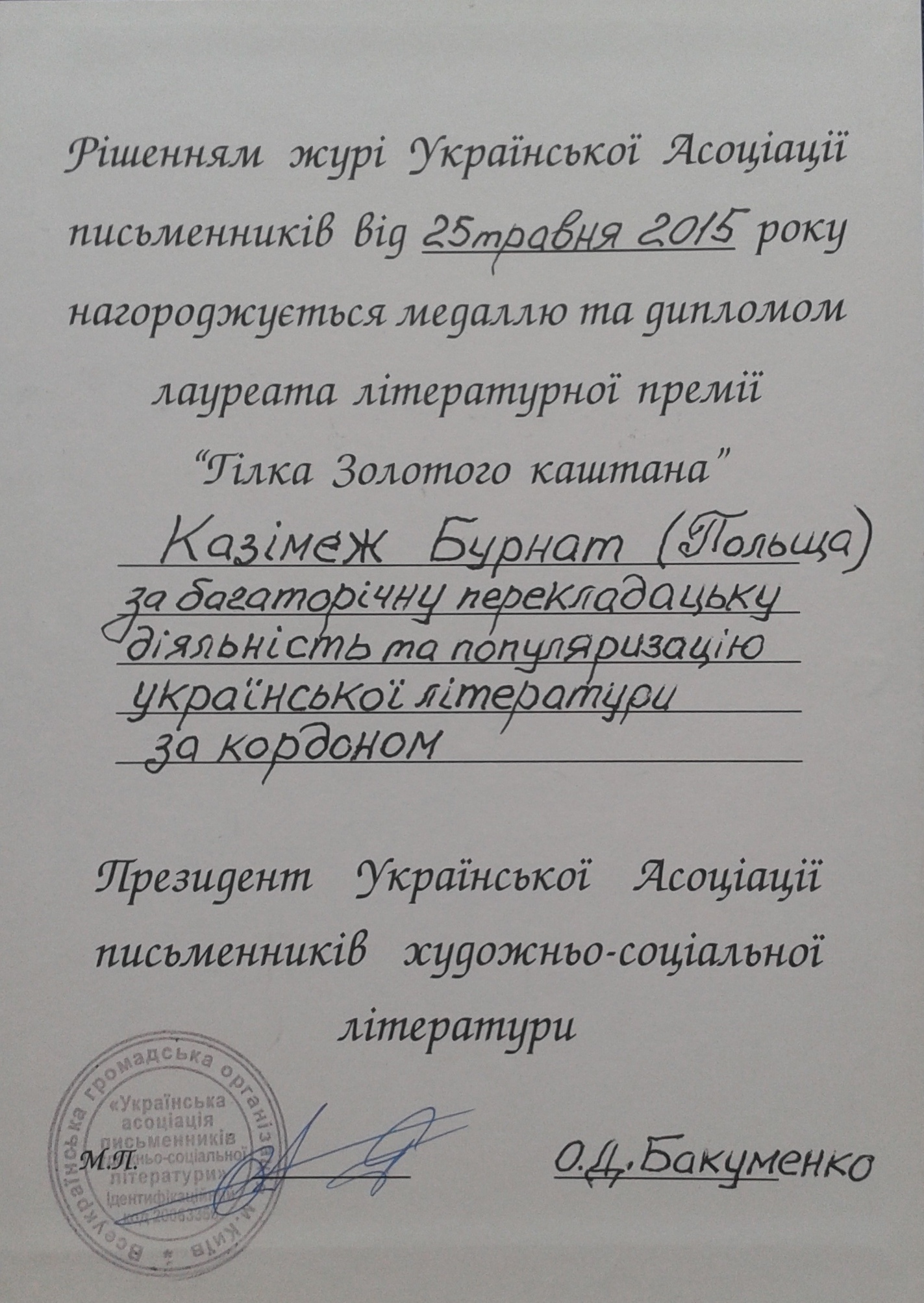
Диплом літературної премії «Гілка золотого каштана», підписаний Олександром Бакуменком

Голова правління Українського фонду культури імені Бориса Олійника з 2017 року. Президент ВГО «Українська асоціація письменників художньо-соціальної літератури». Академік-секретар з літературознавства й мистецтвознавства Міжнародної академії освіти та науки.

## Нагороди
- Почесний зв'язківець України
- Нагороджений медалями, вищими відомчими відзнаками УФК «За подвижництво в культурі» та «Почесною відзнакою» Національної спілки письменників України.

Лауреат літературно-мистецьких премій:
- Всеукраїнська літературно-мистецька премія «Київська книга року» (2022)
- Літературно-мистецька премія імені Володимира Забаштанського (2020)[2]
- Премія імені Богдана Хмельницького за краще висвітлення військово-патріотичної тематики у творах літератури та мистецтва (2018)
- Міжнародна літературно-мистецька премія імені Володимира Винниченка (2016)
- Міжнародна літературна премія імені Ірини Вільде (2016)
- Міжнародна літературна премія імені Івана Кошелівця (2015)
- Міжнародної літературно-мистецької премії імені Миколи Сингаївського (2013)
- Міжнародна літературна премія імені Олександра Фадєєва (2009)
- Міжнародна літературна премія імені Костянтина Симонова (2007)
- Міжнародної літературно-мистецької премії «Гілка Золотого каштана» (2001)
- Всеукраїнської літературно-мистецької премії ім. І. Нечуя-Левицького (2008)
- Всеукраїнської літературно-мистецької премії ім. Олександра Олеся (2011)

Дипломант Інтернет-конкурсу літературних критиків «Буквоїд-2011».